# دصيوريات الشكل
دصيوريات الشكل (الاسم العلمي: Dasyuromorphia) هي رتبة من الثدييات تتبع أصنوفة دصيوريات الشكل وأشباهها. وهي رتبة تضم أغلب الجرابيات اللاحمة، بما في ذلك الدصيور (quoll)، الفأر الجرابي (dunnart)، النمبات (Numbat)، شيطان تسمانيا (Tasmanian Devil) والثايلسين. الاستثناء الوحيد هو القارت البندقوط (Bandicoot) من رتبة البندقوطيات والخلد الجرابي (marsupial moles) (الذي يأكل اللحم ولكنه مختلف جدا قد منح رتبة خاصة به، خلديات).